# Kangasjärvi (sjö i Finland, Södra Savolax)
Kangasjärvi är en sjö i Finland. Den ligger i kommunen S:t Michel i landskapet Södra Savolax, i den södra delen av landet, 240 km nordost om huvudstaden Helsingfors. Kangasjärvi ligger 105,2 meter över havet. Arean är 19,69 kvadratkilometer och strandlinjen är 53,95 kilometer lång. Sjön  ingår i Vuoksens huvudavrinningsområde.   I omgivningarna runt Kangasjärvi växer i huvudsak blandskog.
I övrigt finns följande i Kangasjärvi:
- Petrasaari (en ö)
- Kurkisaari (en ö)
- Pajuluoto (en ö)
- Kirkkosaari (en ö)
- Talassaari (en ö)
- Väätsaari (en ö)
- Iso Viitasaari (en ö)
- Pieni Viitasaari (en ö)
- Särkiluoto (en ö)
- Pajusaari (en ö)
- Halmesaari (en ö)
- Potkusaari (en ö)
- Paterosaari (en ö)
- Jokisaari (en ö)
- Lintusaari (en ö)
- Tapiola (en ö)
- Vakkasaari (en ö)
- Selkäsaari (en ö)
- Muikkusaari (en ö)
- Raakasaari (en ö)
- Lakiluoto (en ö)
- Lehmäsaari (en ö)
- Suolikkosaaret (en ö)
- Antosaari (en ö)
- Heinäluoto (en ö)
- Kontiosaari (en ö)
- Jussinsaari (en ö)
- Tinasaaret (en ö)
- Mikonsaari (en ö)
- Palosaari (en ö)
- Riutansaari (en ö)
- Lokinsaari (en ö)
- Kaidansaari (en ö)
- Laukansaaret (en ö)
- Saunasaaret (en ö)
- Lamposaari (en ö)
- Lehtisaari (en ö)
- Suurisaari (en ö)
- Kamissaari (en ö)

I övrigt finns följande vid Kangasjärvi:
- Haapajärvi (en sjö)
- Herajärvi (en sjö)